# Hof (Bajorország)
Hof város Németországban, azon belül Bajorországban. Lakosainak száma 46 963 fő (2023. december 31.). Hof Hof járás községgel határos.

## Népesség
A település népessége az elmúlt években az alábbi módon változott:
| Lakosok száma | 41 377 | 56 838 | 51 108 | 50 741 | 44 522 | 44 325 | 45 183 | 45 930 | 45 125 | 46 963 |
|               | 1925   | 1970   | 1987   | 2000   | 2013   | 2014   | 2016   | 2019   | 2021   | 2023   |

## Városrészek
A 26 városrész:
| - Alsenberg/Otterberg volt tanya; volt község Moschendorf része - Altstadt - Bahnhofsviertel építették 1888–1914, lakótelep korábbi neve „Vorstadt Rauschenbach“ Pfarr, pályaudvar és Saale között - Christiansreuth - Eppenreuth (1972 óta) volt falu - Epplas volt falu - Fabrikvorstadt - Gärtla (ill. „Vertl“, írasban Viertel) | - Haidt (1978 óta) volt község - Hofeck (1906 óta) volt község - Hohensaas - Jägersruh (1977 óta) volt község, Leimitz része - Krötenbruck (1906 óta) volt község Moschendorf része - Leimitz (1977 óta) volt község - Moschendorf (1906 óta) volt község - Münsterviertel az Äußerer Bayreuther Straße és a Klinikum között, a pályaudvartól Nyugatra | - Neuhof (1869 óta) - Neustadt - Osseck (1972 óta) volt falu - Pirk (1972 óta) volt falu - Studentenberg - Unterkotzau (1972 óta) volt község - Vogelherd - Vorstadt - Wölbattendorf (1978 óta) volt község - Zobelsreuth |

## Története
1373 és 1792 között a Bayreuthi Őrgrófság része volt. Rövid porosz és francia idő után 1810 a Bajor Királyság részévé vált.

## Közlekedés

### Közúti közlekedés
A várost érinti az A9-es, A93-as és A72-es autópálya.